# Ylva Johansson (programledare)
Ylva Felicia Kristin Johansson, född 16 november 1990 i Tibro, är en svensk journalist och programledare på SVT.
Ylva Johansson är utbildad inom statsvetenskap vid Göteborgs universitet  och journalistik vid Stockholms universitet där hon tog en kandidatexamen 2014. Efter en kortare tid på Expressen arbetade hon på Di.se som redaktör och programledare för programmet Börskoll. Sedan oktober 2024 är hon anställd på SVT och programledare för Ekonomibyrån.